# Cerastium
Cerastium és un gènere de plantes cariofil·làcies. Són pràcticament de distribució cosmopolita però la seva major concentració és a la zona nord de la regió temperada. Moltes es troben en camps pertorbats.

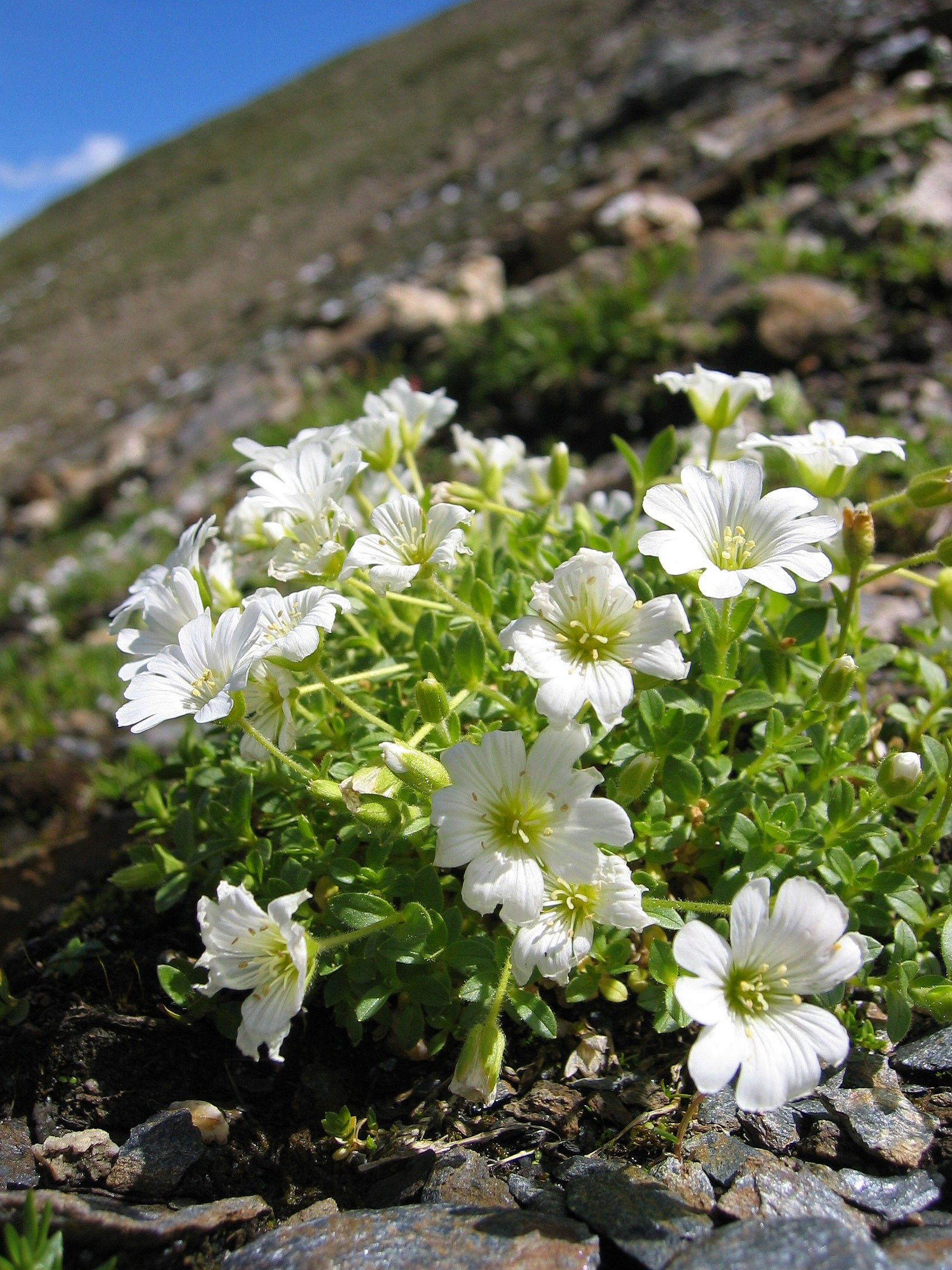
Cerastium uniflorum

## Algunes espècies
- Cerastium aleuticum -
- Cerastium alpinum -
- Cerastium arcticum -
- Cerastium arvense -
- Cerastium axillare -
- Cerastium beeringinanum -
- Cerastium bialynickii
- Cerastium biebersteinii -
- Cerastium brachypetalum -
- Cerastium brachypodum -
- Cerastium cerastioides -
- Cerastium dichotomum -
- Cerastium diffusum -
- Cerastium dubium -
- Cerastium fischerianum - Fischer
- Cerastium fontanum -
- Cerastium glomeratum -
- Cerastium gorodkovianum - tundra
- Cerastium gracile -
- Cerastium maximum -
- Cerastium nigrescens - Shetland
- Cerastium nutans -
- Cerastium pumilum -
- Cerastium regelii - Regel
- Cerastium semidecandrum -
- Cerastium sordidum - Chihuahua
- Cerastium terrae-novae -
- Cerastium texanum - Texas
- Cerastium tomentosum -
- Cerastium utriense